# العلاقات البرتغالية السويدية
العلاقات البرتغالية السويدية هي العلاقات الثنائية التي تجمع بين البرتغال والسويد.

## مقارنة بين البلدين
هذه مقارنة عامة ومرجعية للدولتين:
| وجه المقارنة                                              | البرتغال                                                  | السويد                                                                               |
| --------------------------------------------------------- | --------------------------------------------------------- | ------------------------------------------------------------------------------------ |
| المساحة (كم2)                                             | 92.21 ألف                                                 | 450.30 ألف                                                                           |
| عدد السكان (نسمة)                                         | 10.60 مليون                                               | 10.16 مليون                                                                          |
| الكثافة السكانية (ن./كم²)                                 | 114.95                                                    | 22.56                                                                                |
| العاصمة                                                   | لشبونة                                                    | ستوكهولم                                                                             |
| اللغة الرسمية                                             | اللغة البرتغالية، اللغة الميراندية                        | اللغة السويدية، لغات السامي، اللغة الفنلندية، منكيلي، اللغة الرومنية، اللغة اليديشية |
| العملة                                                    | يورو، اسكودو برتغالي                                      | كرونة سويدية                                                                         |
| الناتج المحلي الإجمالي (بليون دولار)                      | 217.57 مليار                                              | 538.04 مليار                                                                         |
| الناتج المحلي الإجمالي (تعادل القوة الشرائية) بليون دولار | 307.82 مليار                                              | 469.01 مليار                                                                         |
| الناتج المحلي الإجمالي الاسمي للفرد دولار أمريكي          | 19.22 ألف                                                 | 50.58 ألف                                                                            |
| الناتج المحلي الإجمالي للفرد دولار أمريكي                 | 28.76 ألف                                                 | 45.30 ألف                                                                            |
| مؤشر التنمية البشرية                                      | 0.830                                                     | 0.907                                                                                |
| رمز المكالمات الدولي                                      | +351                                                      | +46                                                                                  |
| رمز الإنترنت                                              | .pt                                                       | .se                                                                                  |
| المنطقة الزمنية                                           | توقيت غرب أوروبا، توقيت غرب أوروبا الصيفي، أوروبا/لشبونة ‏ | توقيت وسط أوروبا، ت ع م+01:00، ت ع م+02:00، أوروبا/ستوكهولم ‏                         |

## مدن متوأمة
في ما يلي قائمة باتفاقيات التوأمة بين مدن برتغالية وسويدية:
- ترتبط Sesimbra [الإنجليزية]‏ مع Oxelösund [الإنجليزية]‏ باتفاقية توأمة.

## منظمات دولية مشتركة
يشترك البلدان في عضوية مجموعة من المنظمات الدولية، منها:
| علم المنظمة | اسم المنظمة                               | تاريخ انضمام البرتغال | تاريخ انضمام السويد |
| ----------- | ----------------------------------------- | --------------------- | ------------------- |
|             | وكالة الفضاء الأوروبية                    | ?                     | ?                   |
|             | بنك التنمية الآسيوي                       | 2002                  | 1966                |
|             | الاتحاد الأوروبي                          | 1986                  | 1995                |
|             | وكالة ضمان الاستثمار متعدد الأطراف        | 6 يونيو 1988          | 12 أبريل 1988       |
|             | منظمة التعاون الاقتصادي والتنمية          | 4 أغسطس 1961          | ?                   |
|             | الأمم المتحدة                             | 14 ديسمبر 1955        | 19 نوفمبر 1946      |
|             | الوكالة الدولية للطاقة                    | ?                     | ?                   |
|             | الفريق المعني برصد الأرض                  | ?                     | ?                   |
|             | مركز تنسيق الحركة في أوروبا ‏              | ?                     | ?                   |
|             | منظمة حظر الأسلحة الكيميائية              | ?                     | ?                   |
|             | منظمة التجارة العالمية                    | ?                     | 1995                |
|             | منظمة الشرطة الجنائية الدولية             | ?                     | ?                   |
|             | البنك الإفريقي للتنمية                    | ?                     | ?                   |
|             | منظمة الأمن والتعاون في أوروبا            | 25 يونيو 1973         | 25 يونيو 1973       |
|             | مؤسسة التنمية الدولية                     | 29 ديسمبر 1992        | 24 سبتمبر 1960      |
|             | نظام تحكم تكنولوجيا القذائف               | 1992                  | 1991                |
|             | يونسكو                                    | 11 مارس 1965          | 23 يناير 1950       |
|             | مجلس أوروبا                               | ?                     | ?                   |
|             | اتحاد المدفوعات الأوروبي ‏                 | ?                     | ?                   |
|             | الاتحاد البريدي العالمي                   | ?                     | ?                   |
|             | البنك الدولي للإنشاء والتعمير             | 29 مارس 1961          | 31 أغسطس 1951       |
|             | اتفاقية السماوات المفتوحة                 | ?                     | ?                   |
|             | المنظمة الهيدروغرافية الدولية             | ?                     | ?                   |
|             | المرصد الأوروبي الجنوبي                   | 2001                  | 1962                |
|             | الاتحاد الدولي للاتصالات                  | 1866                  | 1866                |
|             | مؤسسة التمويل الدولية                     | 8 يوليو 1966          | 20 يوليو 1956       |
|             | المنظمة الأوروبية لسلامة الملاحة الجوية   | 1986                  | 1995                |
|             | المركز الدولي لتسوية المنازعات الاستشارية | 1 أغسطس 1984          | 28 يناير 1967       |
|             | مجموعة أستراليا                           | 1985                  | 1991                |
|             | مجموعة الموردين النوويين                  | ?                     | ?                   |

## وصلات خارجية
- موقع وزارة الخارجية البرتغالية
- موقع وزارة الخارجية السويدية